# Peterculter
Peterculter ist ein Vorort der schottischen Stadt Aberdeen. Er ist etwa 13 km westlich des Stadtzentrums am nördlichen Ufer des Dee gelegen. Die Ortschaft entwickelte sich um eine im Jahre 1751 errichtete Mühle. Im Jahre 2011 wurden in Peterculter 4576 Einwohner gezählt.

## Verkehr
Im 19. Jahrhundert erhielt Peterculter einen Bahnhof an der Deeside Line der Great North of Scotland Railway, die von Aberdeen bis Ballater führte. Die Linie wurde jedoch 1966 geschlossen. Die A93 verläuft durch Peterculter und schließt die Ortschaft an das Fernstraßennetz an. Die A90 verläuft nur wenige Kilometer östlich. Wenige hundert Meter östlich führt eine Straßenbrücke über den Dee.

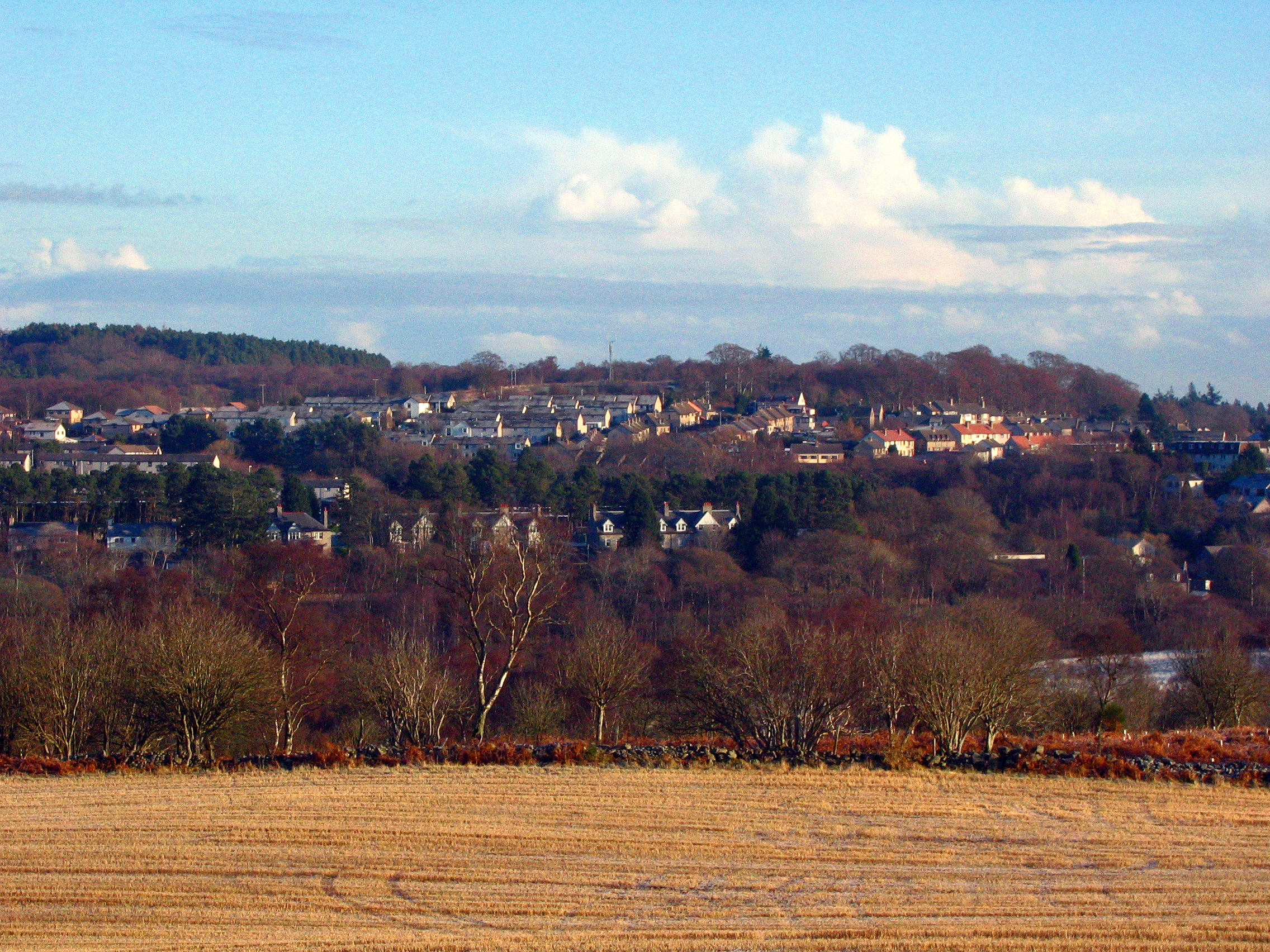
Peterculter
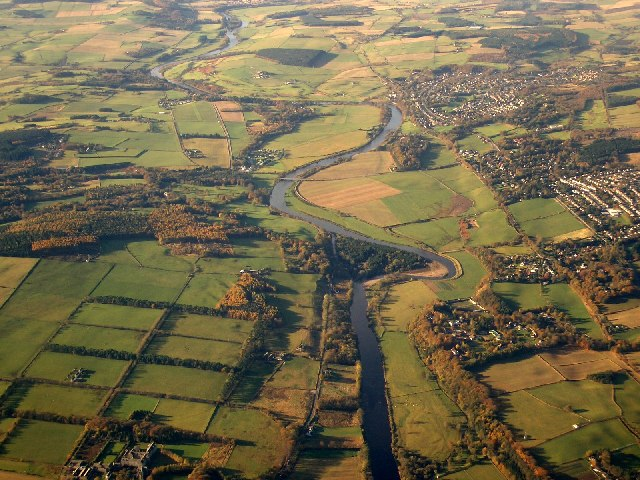
Milltimber am rechten Bildrand mittig, dahinter Peterculter
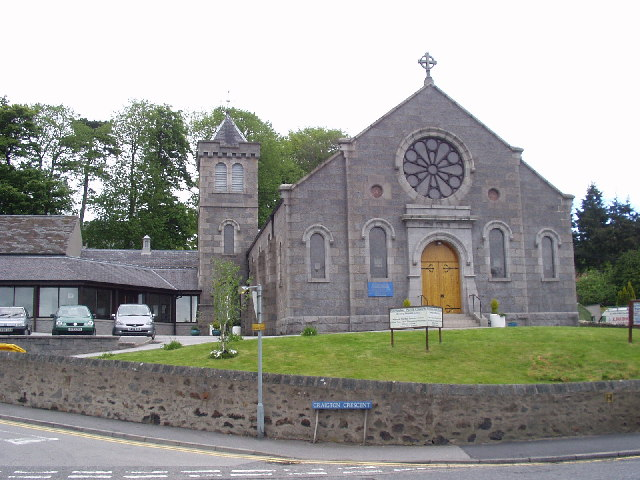
Gemeindekirche von Peterculter
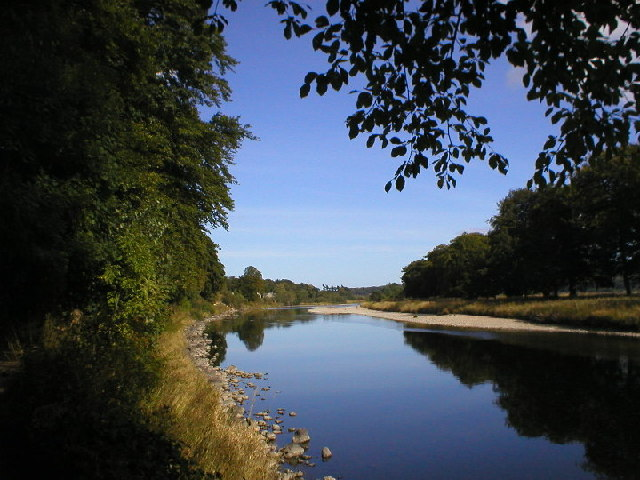
Der Dee bei Peterculter
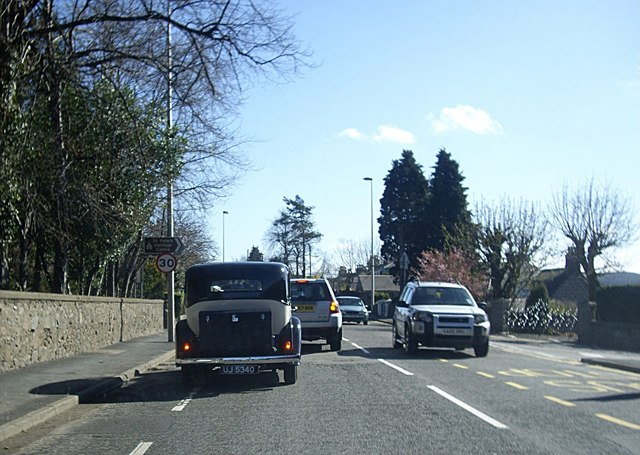
Die A93 in Peterculter

## Eponyme
Der Marskrater Culter ist seit 2006 nach dem Ort benannt.